# Nurume Ike
Nurume Ike är en sjö i Antarktis. Den ligger i Östantarktis. Norge gör anspråk på området.